# Мегарисса жемчужная
Мегарисса жемчужная (лат. Megarhyssa perlata) — вид перепончатокрылых насекомых из семейства настоящие наездники (Ichneumonidae). Редкий вид, внесённый в Красную книгу Крыма.

## Распространение
Палеарктика. От Западной Европы до Китая и Приморского края России, и от Норвегии (на севере ареала) до Турции (на юге).

## Описание
Длина около 4 см (без яйцеклада). Крупнейший в Крыму наездник. Тело красновато-коричневого цвета с жёлтыми отметинами на брюшке.
Встречается в лесах, парках и садах. Самки пробуравливают за 40-60 минут ствол дерева в поисках хозяев, в которых откладывают по одному яйцу. Личинки развиваются в личинках рогохвостов (Tremex и Urocerus) и жуков-усачей (Cerambyx). Зимуют в древесине на стадии предкуколки в коконе.

## Охрана
Вид включён в Красную книгу Крыма. Причиной изменения численности является уничтожение лесных массивов и участков мест обитания вида (рубки ухода и вырубка старовозрастных деревьев).